# Kramarovci
Kramarovci (deutsch Sinnersdorf, ungarisch Határfalva) ist ein Dorf und ein Ortsteil der Gemeinde Rogašovci und liegt im hügeligen Goričko in der historischen Region Prekmurje in Slowenien.

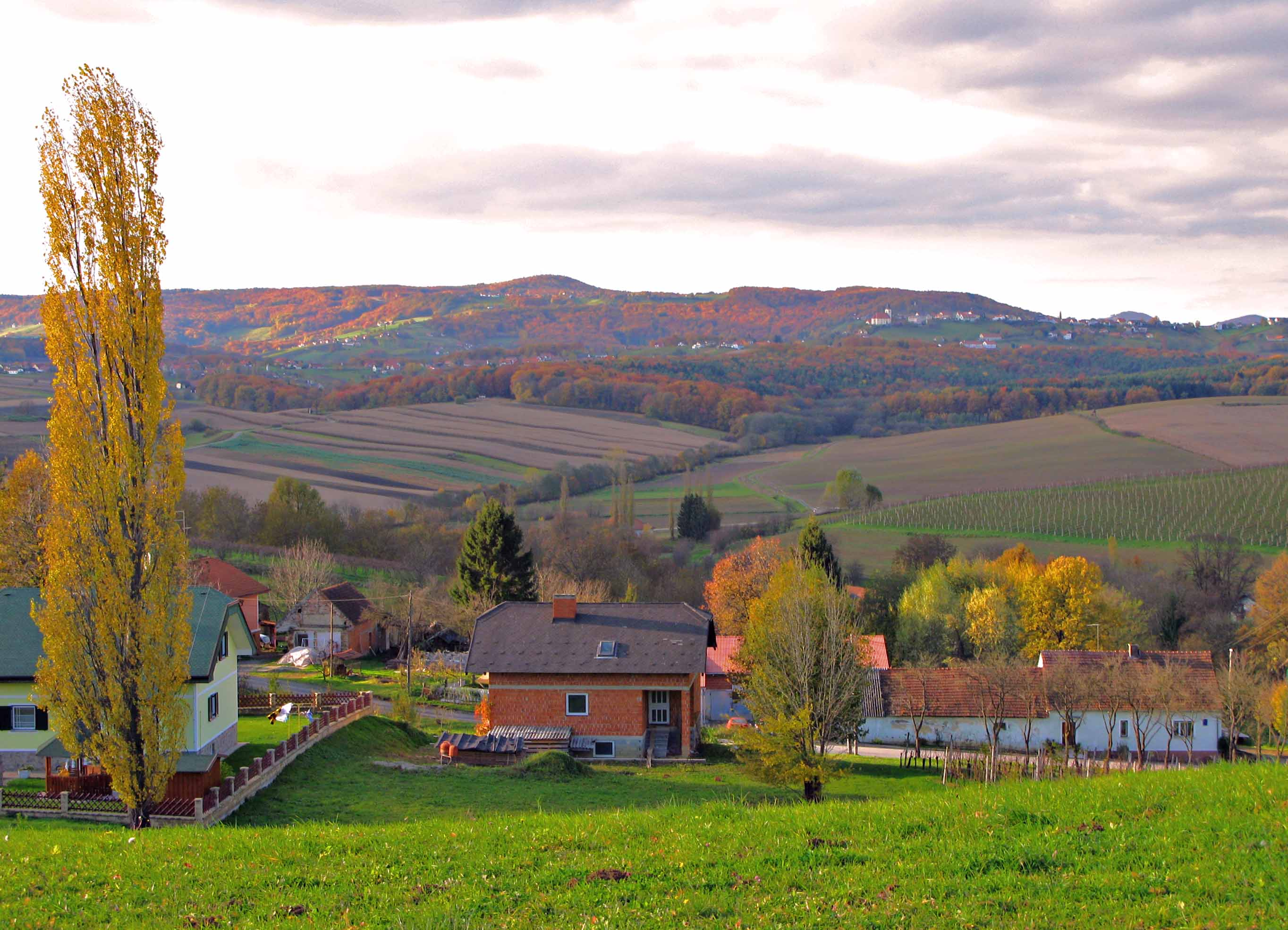
Von Sinnersdorf/Kramarovci nach St. Anna am Aigen. In der Bildmitte der Grenzbach Kutschenitza.

## Geografie
Die ehemals von einer überwiegend deutschsprachigen Bevölkerung bewohnte Siedlung zählte im Jahre 2002 nur noch ca. 60 Einwohner. Das Dorf (280 m) umfasst mit seiner Ortsflur die Einmündung des Guizenhofer-Baches/Ocinjski potok in den Kutschenitza/Kučnica-Bach und die anschließenden Niederungen. Der Grenzbach Kutschenitza gehört zu den ältesten Landesgrenzen in Europa und scheidet heute das slowenische Prekmurje von der österreichischen Steiermark.
Die Mischwaldungen im Süden der Ortsgemarkung ziehen sich bis zum Nachbardorf Füchselsdorf/Fikšinci und dehnen sich über die Grenze hinweg bis Rosenberg und Deutsch Haseldorf im Bezirk Südoststeiermark aus.
Der weiße Hügel/Beli breg mit seinen Weingärten und der nach Süden verlaufende Höhenkamm oberhalb der Nachbarsiedlungen Nuskova und Rogašovci runden die Dorfgemarkung ab. Die Wohnstätten auf dem Sinnersdorfer Berg/Kramarovci breg werden hingegen schon zu Füchselsdorf/Fikšinci gerechnet.
Kramarovci ist am einfachsten über die Hauptstraße Nr. 349, Cankova – Kuzma, erreichbar. Der Grenzübergang Kramarovci – Sankt Anna am Aigen wurde einst, vor dem Schengener Abkommen, hauptsächlich von der die Grenzregion bewohnenden Bevölkerung benutzt.

## Geschichte
Der Ort wird im Jahre 1366 erstmals urkundlich genannt: „villa seu possessio Kramarfalua“. Im gleichen Jahr wird auch der Kutschenitza-Bach erwähnt „riuulum Olsinch“. Für 1499 ist der Dorfname „Synesdorf“ dokumentiert und für 1627 ist in der Kirchenvisitationsbeschreibung für die Pfarre Sankt Helena (Sv. Jelena, Pertoča) festgehalten, dass der Kirchensprengel auch den Ort Sinnersdorf einbezieht. Die Pfarrei wurde damals durch den evangelischen Pfarrer Gregor Gerber aus dem sächsischen Lichtenstein bei Meißen versorgt. 
Das im Jahre 1697 auf Veranlassung der ungarischen Magnatenfamilie Batthyány erstellte Urbar des Dominiums Neuhaus/Dobra verzeichnet den Ort „Sinistorff“ zum Grundbesitz der Herrschaft gehörig. Die ebenfalls genannten Untertanen trugen schon damals hauptsächlich deutsche Nachnamen. In einem Visitationsprotokoll der Diözese Győr/Raab sind für das Jahr 1698 die Ortsnamen Sinnisdorf und Sinisdorff dokumentiert, außerdem ist festgehalten, dass die Siedlung der Pfarre Sankt Helena zugeordnet war und ein ansehnlicher Teil der Bevölkerung, unter dem Druck der Gegenreformation, bereits wieder zum katholischen Glauben zurückgefunden hatte. 
Eine im Jahre 1720 durchgeführte Bevölkerungserhebung für das Eisenburger Komitat, bei der die ärmeren Bewohner unberücksichtigt blieben, verzeichnet für Sinnersdorf sechs steuerpflichtige Familien. 
Das neue Urbar, das im Jahre 1751 für das Batthyánysche Dominium Neuhaus/Dobra erstellt wurde, verzeichnet den fast geschlossenen Besitz in 7 Gerichten und 24 Dörfern südlich der Raab und führt die zur Herrschaft gehörigen Familien namentlich auf. Demnach gehörte Sinnersdorf damals zur Grundherrschaft Neuhaus und hatte 15 untertänige Familien. 
Im Jahre 1890 wird das Dorf amtlich Határfalva bezeichnet und hatte 237 Einwohner, davon bekannten sich 231 als Deutsche und 6 als Slowenen. Der Ort lag im Bezirk Muraszombat (slow. Murska Sobota) im ungarischen Komitat Vas/Eisenburg. Bei der Volkszählung des Jahres 1910 wurde der Ort amtlich Kramarovci genannt, er hatte 258 Einwohner und zwar: 225 Deutsche, 5 Slowenen und 28 Ungarn.
Der Vertrag von Trianon schlug das Dorf am 4. Juni 1920, ohne dass die Bevölkerung befragt wurde, dem Königreich SHS zu. Für den nun amtlich Kramarovci genannten Ort wurden bei der ersten jugoslawischen Volkszählung am 31. Januar 1921 folgende Daten ermittelt: 253 Einwohner, 248 Deutsche und 5 Slowenen, von diesen 253 Bewohnern bekannten sich alle zum katholischen Glauben.